# Senna (documental)
Senna és una pel·lícula documental anglesa dirigida per Asif Kapadia l'any 2010, que narra la història i vida del pilot brasiler de Formula 1, Ayrton Senna, tres vegades campió del món. La pel·lícula fou coproduïda per StudioCanal, Working Title Films i Midfield Films, i distribuïda per Universal Pictures. Fou estrenada al circuit de Suzuka, Japó, el 7 d'octubre de 2010.
Considerat com el millor pilot de Formula 1 de la història, Ayrton Senna fou sempre un personatge força controvertit. Fou un pilot competitiu, carismàtic i un gran mestre en la conducció, sobretot sota pluja, però alhora molt religiós i fidel a les seves conviccions fins al punt de posar en perill als altres pilots.

## Argument
El documental repassa la trajectòria esportiva del pilot brasiler a la Formula 1, des dels seus inicis a l'equip Toleman l'any 1984 fins al fatídic accident Gran Premi de San Marino de l'any 1994, on va perdre la vida. Combina les imatges de l'arxiu audiovisual de televisió de les seves actuacions esportives més rellevants a la Formula 1 com també de les seves millors entrevistes, juntament amb les declaracions de persones que el van conèixer millor o van ser important a la seva trajectòria esportiva, com Alain Prost, campió mundial i company d'equip a l'escuderia McLaren, John Bisignano, comentarista esportiu de l'ESPN, Ron Dennis, director esportiu de l'equip McLaren, Viviane Senna, germana d'Ayrton, entre d'altres.
Per altra banda, el documental s'enfoca en moments claus de la vida d'esportiva d'Ayrton Senna: el debut a la Formula 1 amb l'equip Toleman i la seva actuació sota pluja al Gran Premi de Mònaco de l'any 1984, la seva primera victòria amb l'equip Lotus, l'arribada a l'equip McLaren, el seu primer campionat mundial, les tenses relacions amb el seu company d'equip Alain Prost, els incidents al Gran Premi del Japó de 1989 i 1990 i, finalment, la celebració del Gran Premi de San Marino de l'any 1994 i posterior funeral d'estat al Brasil.

## Música
La banda sonora fou composta pel compositor brasiler Antonio Pinto, que combina cançons inspirades en el carnaval brasiler ("Japan Lotus") i altres de tó solemne i premonitori ("A Morte", "Strange Justice")

## Premis i nominacions

### Premis
- 2011. Festival de Cinema de Sundance al millor documental
- 2011. BAFTA al millor documental
- 2011. BAFTA al millor muntatge per Gregers Sall i Chris King

### Nominacions
- 2011. BAFTA a la millor pel·lícula britànica